# Пикадилли
Пикадилли (англ. Piccadilly) — одна из самых широких и оживлённых улиц в историческом центре Лондона — Вестминстере. Пролегает от площади Пикадилли (на востоке) до Гайд-парка (на западе). Главная местная достопримечательность — здание Королевской академии художеств.

## История
До XVII века область в районе улицы была известна как Португалия, позднее сама улица носила название Португальской. Название «Пикадилли» получила от особняка Роберта Бэйкера, который в начале XVII века сколотил состояние, торгуя модной деталью одежды — «пикадилами» (piccadill) — жёсткими воротничками с зубчатыми краями и широким шнурком, стягивающимся по краям. В 1612 году купил в районе улицы часть земли и построил там дом. Позднее его особняк получил название Пикадилли-холл.
После восстановления английской монархии в 1660 году Пикадилли и район к северу (Мейфэр) начали застраиваться роскошными домами. В XVII и XVIII веках здесь возвели дома вельможи и аристократы, позднее — нувориши вроде Ротшильдов. На северной стороне Пикадилли в то время строились самые фешенебельные особняки Лондона.

## В художественной культуре
«Прогуливаясь по парку или по Пикадилли, я с жадным любопытством всматривался в прохожих, пытаясь угадать, какую они ведут жизнь». Оскар Уайлд, «Портрет Дориана Грея».
Песня Лаймы Вайкуле «Я вышла на Пикадилли» (1996 год) (слова: Пеленягрэ В., музыка: Паулс Р.).
В 2019 году исполнителем R03 был выпущен одноимённый трек (R03 — Пикадилли).